# Kuća Vusio u Bolu
Kuća Vusio nalazi se u Bolu na Braču, na adresi Hrvatskih domobrana 48.

## Opis dobra
Na zapadnoj strani bolske luke podignuta je kamena trokatnica s ostacima kaštela Vusio iz 17. st. Na južnoj strani dijelom je sačuvan volumen visoke kule s dvojnim prozorima, a niz kuća je preoblikovan u 18. st. Duž istočnog pročelja ističe se kamena balkonada na drugom katu, a na glavnom pročelju otvori s renesansno-baroknim profilacijama. U začelju su sačuvane konzole nekadašnje berteske.

## Zaštita
Pod oznakom RST-0231-1964. zavedena je kao nepokretno kulturno dobro - pojedinačno, pravna statusa zaštićena kulturnog dobra, klasificirano kao "stambene građevine".

## Vanjske poveznice
|  | Zajednički poslužitelj ima još gradiva o temi Kuća Vusio u Bolu |